# Testees
Testees ist eine US-amerikanisch-kanadische Fernsehserie von Kenny Hotz aus dem Jahr 2008. Produzenten waren Hotz und Derek Harvie. Die Serie umfasst eine Staffel mit 13 Folgen und dreht sich um zwei Freunde, Ron (Jeff Kassel) und Peter (Steve Markle), die sich ihr Geld als Versuchskaninchen für „Testico“, eine Forschungsanstalt, verdienen. In jeder Episode versuchen die beiden Mitbewohner ihr Leben in den Griff zu kriegen und gleichzeitig die überraschenden Nebenwirkungen und höchst ungewöhnlichen auftretenden Gefahren zu bewältigen.
Der Spiegel schreibt, die Serie begrabe „alles unter einer allzu wuchtigen Witz-Welle aus Körperflüssigkeiten aller Art“. Kritisiert wird der zu oft eingesetzte Fäkalhumor und der fehlende Witz.
| #  | Originaltitel           | Premiere (FX) | Deutscher Titel                | Deutsche Premiere (Comedy Central) |
| -- | ----------------------- | ------------- | ------------------------------ | ---------------------------------- |
| 1  | Gas Pills               | 9. Okt. 2008  | Nicht von schlechten Eltern    | 17. Juni 2009                      |
| 2  | Pill for Men            | 16. Okt. 2008 | Die Pille für den Mann         | 24. Juni 2009                      |
| 3  | Memory Loss             | 23. Okt. 2008 | Der Gedächtnislöscher          | 1. Juli 2009                       |
| 4  | Vac Attack              | 30. Okt. 2008 | Ein Sauger räumt auf           | 4. Juli 2009                       |
| 5  | Uber-Glued              | 6. Nov. 2008  | Zwei wie Pech und Schwafel     | 12. Juli 2009                      |
| 6  | Herfume                 | 13. Nov. 2008 | Die Lockstoff-Falle            | 19. Juli 2009                      |
| 7  | Kicking the Bucket List | 20. Nov. 2008 | Das Beste kommt zum Schluss    | 26. Juli 2009                      |
| 8  | Abstinence Underwear    | 2. Dez. 2008  | Der Hightech-Keuschheitsgürtel |                                    |
| 9  | Jelly Bean Omelettes    | 4. Dez. 2008  | Geleebohnen-Omelettes          | 2. Aug. 2009                       |
| 10 | Mr. Pain and Danger Lad | 4. Dez. 2008  | Superheld und Lustsklave       | 9. Aug. 2009                       |
| 11 | Pineapple Shampoo       | 11. Dez. 2008 | Das Pampelmusenshampoo         | 16. Aug. 2009                      |
| 12 | Project X               | 11. Dez. 2008 | Wahnsinn mit Methode           | 2. Sep. 2009                       |
| 13 | Truth Serum             | 18. Dez. 2008 | Das Wahrheitsserum             |                                    |